# Ломоносов (город)
Ломоно́сов (до 1948 года — Ораниенба́ум) — город, внутригородское муниципальное образование в составе Петродворцового района города федерального значения Санкт-Петербурга. Место нахождения органов местного самоуправления Ломоносовского района Ленинградской области, при этом Ломоносов в состав области и Ломоносовского района не входит. К нему относятся исторические районы Мордвиновка, Мартышкино, Троицкая слобода и Кронштадтская колония.
Расположен на южном берегу Финского залива, в устье реки Караста. Морской порт. Железнодорожные станции Ораниенбаум, Ораниенбаум II, Бронка (частично) и остановочные пункты Мартышкино и Кронштадтская колония находятся на Балтийском направлении Октябрьской железной дороги. Основан в 1710 году как загородная резиденция А. Д. Меншикова, в 1780 году получил статус города. В городе находится дворцово-парковый ансамбль XVIII века «Ораниенбаум». Награждён орденом Отечественной войны I степени, является городом воинской славы.

## Название
По одной из версий историческое название города Ораниенбаум (на старинных норвежских картах — Рамбов) означает «померанцевое дерево», что связывают с легендой о том, что во времена основания парка-усадьбы князем Александром Даниловичем Меншиковым в оранжереях Большого дворца выращивали апельсины. По другой версии, название означает «Древо Оранских» в честь Вильгельма III Оранского, короля Англии и наместника Нидерландов, который был кумиром Петра Первого, либо было заимствовано из топонимии Германии (город Ораниенбаум в княжестве Анхальт был назван принцессой Генриеттой Катариной Нассау-Оранской в честь своего дома) просто как «красивое» название в духе моды петровской эпохи. В переписке Меншикова встречается название Ранибом.
28 февраля 1948 года город был переименован в честь русского учёного Михаила Ломоносова, который некогда на территории своей усадьбы, находившейся в 24 км от Ораниенбаума в деревне Усть-Рудица, организовал небольшую фабрику по изготовлению цветного стекла и смальты. Находящиеся в городе дворцово-парковый ансамбль «Ораниенбаум» и железнодорожные станции Ораниенбаум и Ораниенбаум II сохранили свои названия.

## История

### Возникновение поселения
Датой основания Ломоносова считается 1710 год, когда здесь началось строительство усадьбы А. Д. Меншикова, на землях на южном берегу Финского залива подаренных Петром I «светлейшему» князю Ижорскому. В 1710—1725 годах в Ораниенбауме архитекторами Д. Фонтана, Г. Шеделем и Н. Пино для Меншикова был выстроен великолепный дворец. Один из современников описывает его так:

Дом построен на горке, и из него превосходный вид. Он состоит из двухэтажного корпуса и двух полукруглых галерей, ведущих к двум сравнительно слишком большим, круглым флигелям… С высоты, на которой стоит дворец, по двум каменным террасам, устроенным одна над другой, спускаются к большому крыльцу, а с него в сад… Комнаты во дворце малы, но красивы и убраны прекрасными картинами и мебелью.

Вблизи от дворца находилось множество подсобных и хозяйственных помещений, а перед зданием разбит регулярный парк с геометрически правильной сеткой аллей и аккуратно подстриженными деревьями и кустами. После опалы Меншикова в 1727 году Ораниенбаум перешёл в казну в ведение «Канцелярии от строений». С 1737 года в Большом дворце размещался госпиталь.
Поселение развилось восточнее резиденции Меншикова, из деревни, состоявшей первоначально из сорока деревянных домов, где жили крепостные крестьяне и вольные мастеровые. Деревня постепенно превращалась в большую дворцовую слободу.
В 1743—1761 годах резиденция принадлежит великому князю Петру Фёдоровичу (будущему императору Петру III). В 1750—1770-е годы в городе по проектам архитектора Антонио Ринальди был разбит Верхний парк с Нижним прудом, построены двухэтажный каменный Дворец Петра III на берегу реки Карость, Китайский дворец, павильон Катальная горка.
Вблизи города, в деревне Усть-Рудица, в месте впадения речки Рудицы в реку Ковашу, в 1753 году русский учёный Михаил Васильевич Ломоносов создал первую в мире фабрику по изготовлению стекляруса, бисера и смальты для мозаики.
В Японском павильоне Большого дворца 9 июля 1762 года Пётр III вынужден был подписать отречение от престола в пользу своей жены, ставшей императрицей Екатериной II.

### Город
В 1780—1796 и 1802—1848 годах Ораниенбаум — уездный город Петербургской губернии. Вот как описывает Ораниенбаум И. Г. Георги в 1794 году:

§ 1159. Ораниенбаум был до 1727 года деревня Князя Меншикова, потом казённое место, а указом 1783 года сделан уездным городом Санкт-Петербургской губернии. Оный имеет, так сказать, токмо одну улицу в два ряда домов у ската возвышенной плоскости у берегу залива. Залив на великое пространство от берега мелок, и корабли плыть не могут; а потому все поездки по воде ограничиваются переездом в Кронштадт и рыбною ловлею. Вся оная страна не многолюдна, ниже весьма достаточна. Кроме церкви и трактира имеются в городе токмо деревянные домы. Лютеранцы имеют здесь зал для богослужения и Немецкого проповедника.

В 1783 году в пустовавшем дворце Петра III разместилось уездное казначейство со складом денег, куда передавались казённые, откупные и иные суммы из Петергофа и Кронштадта. Город с 1784 года застраивался по регулярному плану, главным образом по «образцовым» проектам (архитекторы Василий Стасов, Абрам Мельников и другие). По данным 1784 года, в Ораниенбауме насчитывалось 616 жителей, город занимал площадь в 41 десятину 2040 квадратных саженей. Помимо дворцовых зданий в городе было около 60 обывательских домов, по преимуществу деревянных. Началось благоустройство города, ремонтировались дороги, строились мосты. Началось возведение здания «Присутственных мест». В 1786 году было построено двухэтажное здание народного училища, построена чисяновая и шпалерная фабрика Феликса Силка и Иосифа Галтьери. В городе находились соляной магазин, винные магазины, каменная придворная церковь Святого Пантелеимона, две деревянные: кладбищенская церковь Святой Троицы в Троицкой слободе и Лютеранская кирха. В 1787 году был основан военно-морской госпиталь.
С 1796 года принадлежал великому князю Александру Павловичу (будущему императору Александру I), с 1831 года — его брату великому князю Михаилу Павловичу и его наследникам.
В конце XVIII — начале XIX века в Ораниенбауме дислоцировался лейб-гвардии Волынский полк, затем — 147-й Самарский пехотный полк. В 1815 году была создана комиссия по перестройке города. В неё вошёл известный архитектор В. П. Стасов, по проекту которого сооружались тогда в Ораниенбауме казармы для гвардейской Инвалидной роты, и три дома для мастеровых и садовых учеников. В 1829 году по проекту архитектора Алексея Горностаева (по другим данным — его брата Василия) были возведены каменные городские ворота.
В 1850 году участок земли на берегу Финского залива отошёл во владение товарищества пароходного сообщения между Кронштадтом, Ораниенбаумом и Петербургом, где была поставлена пристань пароходного товарищества «Заря». В 1864 году до Ораниенбаума была продлена железная дорога. В 1913 году появился проект линии электрифицированного трамвая «Оранэла» от Нарвских ворот в Петербурге до Ораниенбаума, который из-за начавшейся Первой мировой войны был реализован частично — только от Петрограда до Стрельны.
С 1873 по 1917 год владельцами Ораниенбаума были герцоги Мекленбург-Стрелицкие.
До конца XIX века Ораниенбаум — небольшой, застроенный в основном скромными особняками и дачами посёлок. В городе работали библиотеки, школы, кинематограф, народный дом, во всех церквах были любительские хоры певчих. В конце XIX — начале XX века в Ораниенбауме размещались Офицерская стрелковая и Оружейная школы, в которых работали конструкторы-оружейники Владимир Фёдоров, Василий Дегтярёв, Фёдор Токарев. Здесь на стрелковом полигоне школы в 1891 году успешно выдержала испытания новая российская оригинальная винтовка конструктора С. И. Мосина.
С 1908 года, после строительства городской электростанции, улицы освещались электрическими фонарями. В 1909 году был перестроен городской театр на 1400 мест. В городе существовали небольшие предприятия: лесопильный завод, биржа пиломатериалов, паровая мельница; с 1901 году в Ораниенбауме действовало товарищество лесопильных заводов; работало 8 православных церквей, лютеранская кирха, финская кирха, синагога, секта евангелистов, женский монастырь с часовней. Работали также Гостиный Двор и рынок, несколько гостиниц, ресторанов и трактиров, чайная общества трезвости, пивные. В городе работало 4 школы — высшее начальное городское мужское училище, высшее начальное городское женское училище, министерское одноклассное училище, церковно-приходская школа, детский приют для беднейшего населения на 200 детей (содержался на средства Мекленбург-Стрелицких), Дом призрения для детей-сирот, богадельня, дом инвалидов для престарелых сестёр милосердия, городская больница с хирургическим, терапевтическим и заразным отделениями, зубоврачебный кабинет, при детском приюте было родильное отделение. В городе работали телефон и телеграф.
К 1917 году число жителей в городе увеличилось до 7000 человек. 27 февраля (12 марта) 1917 года дислоцированный в Ораниенбауме Первый пулемётный запасной полк, получив известие о начале Февральской революции в Петрограде, восстал. Расстреляв 12 офицеров, солдаты пешком выдвинулись в Петроград, куда и прибыли на следующий день, соединившись с восставшими частями в Петергофе и Стрельне.
- Старый Ораниенбаум
- А. Саврасов. Вид в окрестностях Ораниенбаума. 1854 год
- Церковь Спиридона Тримифунтского. Фото 1900-х годов
- Собор Архангела Михаила на Дворцовом проспекте. Фото 1910-х годов
- Железнодорожная станция Ораниенбаум. Фото 1917 года

### Советский период
В 1918 году в Ораниенбауме установлена советская власть. Представители большевиков взяли власть в свои руки, для предотвращения восстания взяв в заложники ряд лиц из числа «эксплуататорских классов». В 1919 году в городе находился штаб Красной Армии, который координировал военные операции по подавлению антибольшевистского восстания в фортах «Красная Горка» и «Серая Лошадь». В 20 километрах от Ораниенбаума проходит линия фронта; белая армия Юденича наступает на Петроград. Во время Кронштадтского мятежа 1920—1921 годов М. Н. Тухачевский и Л. Д. Троцкий руководят подавлением восстания из Меншиковского дворца в Ораниенбауме. Моряки-балтийцы, павшие в боях с мятежниками, похоронены в братской могиле на Привокзальной площади города.
После революции дворцы и парки превращены в музеи. Декретом Совнаркома от 13 августа 1918 года парки и дворцы Ораниенбаума объявлены государственной собственностью.
С осени 1941 года, во время Великой Отечественной войны, город представлял собой центр Ораниенбаумского плацдарма, который находился на территории протяжённостью 65 км вдоль Финского залива от Кернова до Старого Петергофа и 20—25 км в глубину. Около 5 тысяч горожан умерли от голода в дважды блокированном Ораниенбауме. Благодаря существованию «Ораниенбаумского пятачка» культурные ценности в Дворцовом парке Ораниенбаума пострадали значительно меньше, чем в Петергофе.
В течение войны в Ораниенбаумской гавани находился легендарный крейсер «Аврора». В январе 1944 года советские войска с этого рубежа перешли в контрнаступление. 29 месяцев длилась оборона Ораниенбаумского плацдарма, много подвигов совершили защитники Ораниенбаумской земли. Среди Героев Советского Союза — уроженцы Ораниенбаума и района: И. Афанасьев, А. Васильев, Н. Тихонов и Г. Костылев. Во время боёв отличился уроженец Ораниенбаума лётчик Костылев, его именем названа одна из улиц города, установлена мемориальная доска.
23 февраля 1948 года, во время кампании по борьбе с космополитизмом, когда названия на иностранных языках исчезли с карты РСФСР, город был переименован в Ломоносов в честь великого русского учёного М. В. Ломоносова. В 1955 году в городе установлен памятник М. В. Ломоносову (скульптор Г. Д. Гликман).
В 1960—1980-х годах в Ломоносове велось активное строительство. Построен новый микрорайон (Южный микрорайон), снесено большинство деревянных зданий. Начали возводить многоэтажные жилые дома. С 1960-х годов большинство из них строили по типовым проектам.
18 апреля 1978 года город Ломоносов был передан из Ленинградской области в административное подчинение Петродворцовому району Ленинграда.
За мужество и героизм, проявленные в годы блокады защитниками Ораниенбаумского плацдарма, город Ломоносов в 1981 году награждён орденом Отечественной войны I степени.

### Современный период
В 1990-е годы были восстановлены исторические названия улиц города, церковные здания возвращены верующим.
С июля 1993 года начата коммерческая эксплуатация части причалов Военно-морской базы города Ломоносова с целью получения внебюджетного финансирования от переработки экспортно-импортных грузов для реализации программы строительства жилья для военнослужащих, а также реконструкции самого порта. В 1996 году были проведены дноуглубительные работы, которые позволили повысить средний объёмный модуль заходящих в Ломоносов судов.
С 1994 года в Ломоносове проводятся Международный фестиваль и конкурс юных пианистов имени И. Ф. Стравинского.
В 2004 году начался новый этап реставрационных работ трёх ансамблей музея-заповедника «Ораниенбаум»: Большой дворец (освобождён от военных организаций), Петерштадт и Собственная дача.
3 ноября 2011 года городу присвоено почётное звание «Город воинской славы», в память о чём в 2015 году сооружена стела «Город воинской славы».
9 сентября 2012 общественность города провела 1-й Международный музыкальный фестиваль «Stravinsky-Fest», посвящённый уроженцу Ораниенбаума И. Ф. Стравинскому.
В рамках строительства порта Бронка в 2011—2019 годах был полностью снесён исторический район Ломоносова Ольгин Канал, состоявший из нескольких десятков частных домов, расположенных на двух улицах — Евгения Ефета и Рыбацкой. Постановлением Правительства Санкт-Петербурга от 20.01.2021 Ольгин канал и обе его улицы были упразднены.

## География

### Рельеф и геологическое строение
В палеозое 300—400 миллионов лет назад вся эта территория была покрыта морем. Осадочные отложения того времени — пески, супеси, глины с линзами ила или торфа — покрывают мощной толщей (свыше 200 метров) кристаллический фундамент, состоящий из гранитов, гнейсов и диабазов. Современный рельеф образовался в результате деятельности ледникового покрова (последнее Валдайское оледенение было 12 тысяч лет назад). После отступания ледника образовалось Литориновое море, уровень которого был на 7—9 м выше современного. 4 тысячи лет назад море отступило, и мели Финского залива превратились в острова. Долина сложена озёрно-ледниковыми и постледниковыми отложениями. Последние 2,5 тысячи лет рельеф почти не менялся.
Балтийско-Ладожский уступ поднимается от берега Финского залива на юг до высоты 70—80 метров ступенями, образуя на прибрежной равнине три террасы. Многочисленные небольшие речки и ручьи, берущие начало в источниках глинта, рассекают эти террасы и впадают в море. Берег Финского залива отлогий, с небольшими пляжами. Нижняя терраса всего в один километр шириной отделена от лежащей над ней второй террасы 20-метровым уступом.

### Климат
Климат Ломоносова умеренный и влажный, переходный от морского к континентальному. Продолжительность дня меняется от 5 часов 51 минуты 22 декабря до 18 часов 50 минут 22 июня. Для города характерна частая смена воздушных масс, обусловленная в значительной степени циклонической деятельностью. Летом преобладают западные и северо-западные ветры, зимой западные и юго-западные. Климат отдельно города Ломоносова не имеет каких-либо особенных отличительных характеристик внутри Санкт-Петербурга. Финский залив, несмотря на мелководность, оказывает некоторое влияние на температурный режим города. Летом, особенно в августе—сентябре, средняя температура воздуха здесь немного выше чем в центре Санкт-Петербурга (на 0,5-0,8°), а зимой — ниже (на 0,5—0,6°). Несколько сильнее на побережье и ветры.
| Показатель              | Янв. | Фев. | Март | Апр. | Май  | Июнь | Июль | Авг. | Сен. | Окт. | Нояб. | Дек. | Год |
| ----------------------- | ---- | ---- | ---- | ---- | ---- | ---- | ---- | ---- | ---- | ---- | ----- | ---- | --- |
| Средняя температура, °C | −4,9 | −5,6 | −1,7 | 4,3  | 10,8 | 15,5 | 18,3 | 17,1 | 12,2 | 6,1  | 1,0   | −2,1 | 6,0 |
| Норма осадков, мм       | 44   | 33   | 34   | 34   | 48   | 64   | 79   | 84   | 54   | 60   | 52    | 46   | 632 |
| Источник:               |      |      |      |      |      |      |      |      |      |      |       |      |     |

### Почвы, растительность и животный мир
До основания города территория была покрыта хвойными лесами (сосновыми и еловыми) с примесью широколиственных пород и низинными болотами. Сейчас в районе города сохранились низинные болота с чёрной ольхой в узкой прибрежной полосе Финского залива. Преобладают среднесуглинистые почвы. В результате интенсивной хозяйственной деятельности людей естественный ландшафт повсеместно уступил место культурному ландшафту. Теперь здесь преобладают сельскохозяйственные угодья с небольшими участками вторичных осиновых и берёзовых лесов, сероольшаников и ивняков. В XVIII—XIX веках сложилась парковая зона Ломоносова площадью 819 га.
В окрестностях города иногда встречаются лисица и глухарь. В городе водится большое количество птиц, пресмыкающихся и беспозвоночных.

## Население
| 1784    | 1862    | 1897    | 1917    | 1939    | 1959    | 1970    |
| ------- | ------- | ------- | ------- | ------- | ------- | ------- |
| 616     | ↗3235   | ↗5300   | ↗7000   | ↗20 650 | ↗27 513 | ↗39 987 |
| 1979    | 1992    | 1996    | 2002    | 2003    | 2010    | 2012    |
| ↗43 272 | ↘42 000 | ↘41 400 | ↘37 776 | ↗37 800 | ↗42 505 | ↗43 076 |
| 2013    | 2014    | 2015    | 2016    | 2017    | 2018    | 2019    |
| ↘42 784 | ↗42 878 | ↗43 209 | ↗43 244 | ↘43 182 | ↗43 191 | ↘42 971 |
| 2020    | 2021    | 2023    | 2025    |         |         |         |
| ↗43 235 | ↘39 147 | ↘39 088 | ↘38 477 |         |         |         |

## Экономика

### Промышленность
В городе действует ведущий российский производитель лабораторной мебели и оборудования для лабораторий «Металлдизайн», предприятие по производству оборудования для железнодорожных пассажирских вагонов «КМТ» (принадлежит компании «Трансмашхолдинг»), филиал завода резинотехнических изделий «Красный треугольник». Завод растворимых смесей, ряд деревоперерабатывающих предприятий, предприятия пищевой промышленности (хлебозавод, молокозавод и минипивоварня).
Действует также ряд предприятий, входящих в структуру Ленинградской военно-морской базы (28-й военный завод, завод аналитического приборостроения и др.), а также промзона НИИ «Гидроприбор».
В 2015 году был введён в эксплуатацию порт Бронка.

### Транспорт
Существует 4 социальных внутригородских автобусных маршрута. Социальные автобусные маршруты соединяют Ломоносов со станциями метро («Автово», «Кировский завод», «Парнас»), Кронштадтом, Петергофом, Стрельной, Красносельским и Кировским районами Санкт-Петербурга. Коммерческие маршруты связывают Ломоносов со станцией метро Автово, через город проходит коммерческий маршрут Санкт-Петербург — Сосновый Бор. Ряд пригородных маршрутов связывают Ломоносов с населёнными пунктами Ломоносовского района Ленинградской области.
Через Дворцовый проспект Ломоносова проходит автодорога Санкт-Петербург — Сосновый Бор — Ручьи. Кольцевая автодорога проходит в нескольких километрах южнее Ломоносова, за кладбищем «Илики», и связана с дорожной сетью города через развязки с Ораниенбаумским проспектом на юге города и Краснофлотским шоссе в районе железнодорожной станции «Бронка» и дамбы.
В городе расположены станции Октябрьской железной дороги Ораниенбаум I, Ораниенбаум II и платформы Мартышкино и Кронштадтская Колония, пассажирское движение осуществляется с Балтийского вокзала Санкт-Петербурга. На участке Балтийский вокзал — Ораниенбаум I железная дорога двухпутная, интенсивность движения — в среднем два-три электропоезда в час в одном направлении. Участок Ораниенбаум I — Калище (г. Сосновый Бор) — однопутный, электропоезда до Калище курсируют каждые час-полтора[уточнить].
На севере Ломоносова располагается морской порт, через который ранее осуществлялось пассажирское паромное сообщение с Кронштадтом. Существуют планы значительного расширения порта.

### Торговля и сфера услуг
Ломоносов насыщен объектами социальной и торговой инфраструктуры. Город активно осваивают крупные торговые сети, такие как «Пятёрочка», «Магнит», «Дикси», «Эльдорадо» и другие.
Входит в зону покрытия сотовых сетей Билайн, Мегафон, МТС, Теле2.
Издаётся городская газета «Балтийский луч».

## Культура
В городе действуют учреждения культуры:
- Краеведческий музей города Ломоносова[55]
- Центральная районная библиотека имени Н. А. Рубакина
- Библиотека семейного чтения города Ломоносова (входит в состав ЦБС Петродворцового района Санкт-Петербурга)[56]
- Детская школа искусств имени И. Ф. Стравинского
- Ломоносовский городской Дом культуры
- Дом детского творчества «Ораниенбаум»[52].
- Творческая мастерская «Дом Анжу»

С 2011 года по инициативе общественности и при поддержке правительства Санкт-Петербурга, администрации Петродворцового района СПб, администрации МО г. Ломоносов в последние выходные августа в акватории Финского залива проводится «Ораниенбаумский морской фестиваль».
- Библиотека семейного чтения
- Краеведческий музей
- Дом адмирала П. Ф. Анжу

## Наука и образование
В Ломоносове находится «НИИ мортеплотехники», филиал концерна «Морское подводное оружие — Гидроприбор», являющегося ведущим предприятием России в области создания морского подводного оружия.
В городе расположено Федеральное государственное научно-производственное предприятие «Полярная Морская Геологоразведочная Экспедиция» (ПМГРЭ), сферой деятельности которого являются комплексные геолого-геофизические исследования в Арктике (на шельфах и островах арктических морей), в Мировом океане, в Антарктиде, на акваториях внутренних водоёмов и мониторинг окружающей среды с использованием разнообразных методов.
В Ломоносове находятся 6 средних общеобразовательных школ и гимназий, 13 детских садов и яслей, ПТУ (ПУ-20), морской колледж ВМФ (готовит специалистов флота) и отделение Северо-Западного государственного заочного технического университета (СЗТУ).

## Здравоохранение и спорт
В настоящее время в Ломоносове работают следующие медицинские учреждения: Центральная районная больница, Детская поликлиника № 72, 2 Поликлиники № 110 и № 135, Ломоносовский психоневрологический дом ребёнка, а также большое количество частных медицинских учреждений разного профиля.
В городе работают Детско-юношеская спортивная школа «Манеж», Детско-юношеская спортивная школа по лёгкой атлетике.

## Архитектура и достопримечательности

### Планировка города
Город раскинулся к северу, востоку и югу от архитектурно-художественных ансамблей. Его отличает прямолинейная планировка с выходом застройки к прибрежной полосе Финского залива. Центральная магистраль города — Дворцовый проспект, проходящий с запада на восток к северу от дворцово-паркового ансамбля. К западу он переходит в Краснофлотское шоссе, на востоке — в Морскую улицу в Мартышкине, далее в Ораниенбаумское шоссе и Санкт-Петербургский проспект в Петергофе. С севера на юг проходит Ораниенбаумский проспект, который выходит на Кольцевую автодорогу. По улице Федюнинского есть выход из города в сторону Гостилицкого шоссе, КАД и юг Ленинградской области.
Особняком стоят исторические районы, теперь входящие в черту Ломоносова: Мартышкино на востоке и Кронштадтская Колония на западе. Из Мартышкина по улице Связи есть выезд на улицу Федюнинского и далее через Астрономическую улицу на Гостилицкое шоссе.

### Дворцово-парковый ансамбль «Ораниенбаум»
Дворцово-парковый ансамбль сложился к XVIII веку. Экспроприирован у Мекленбург-Стрелицких в 1918 году, открыт для посещения в 1922 году. Современное название получил в 1993 году. С 2007 года находится под управлением музея-заповедника «Петергоф». В ансамбль входят:

#### Большой дворец
- Большой (Меншиковский) дворец  Объект культурного наследия № 7810305088№ 7810305088

С постройки дворца началось строительство города Ораниенбаума. Загородная резиденция создана для А. Д. Меншикова в 1710—1725 годах архитекторами И. Г. Шеделем и Дж. М. Фонтана. Дворец был перестроен в 1762—1780 годах архитектором А. Ринальди. От центрального одноэтажного корпуса, увенчанного княжеской короной, тянутся на восток и запад крылья, которые завершаются павильонами. С юга к павильонам примыкают флигеля, образующие парадный двор. Дворец стоит на краю террасы и связан с Нижним садом лестницей с множеством ступенек.
- Нижний сад

Парк находится на склоне, образованном высоким гребнем прибрежной части Финского залива, занимая территорию в 4,8 гектара. Создавался в 1713—1727 годах в регулярном стиле. Сейчас Нижний сад реставрируется как памятник-музей садового искусства, дающий пример общей композиции парка середины XVIII века и его декоративных элементов.
- Морской канал с ковшом  Объект культурного наследия № 7810307002№ 7810307002

Построен в 1719 году, по проекту инженера А. П. Ганнибала реконструирован в 1756—1761 годах.
- Картинный дом  Объект культурного наследия № 7810307003№ 7810307003

Памятник петровского барокко, построенный в начале XVIII века.

#### КрепостьПетерштадт
Для своего увеселения император Пётр III построил в Ораниенбауме «потешную крепость» Петерштадт. Она была закончена в 1762 году и полностью соответствовала всем требованиям фортификации своего времени. По форме крепость напоминала четырнадцатиконечную звезду с валами и рвом. Трое ворот были оборудованы подъёмными мостами. В самой крепости находилось четыре бастиона с двенадцатью пушками и различные строения: арсенал, казармы, дома офицеров-голштинцев и коменданта, гауптвахта, пороховой склад, лютеранская кирха. В центре находился пятиугольный плац, ограждённый одноэтажными строениями и называвшийся Арсенальным двором. Между этими строениями были расположены Почётные ворота, рядом с которыми находился двухэтажный дворец императора. До нашего времени дошли только императорский дворец (дворец Петра III) и Почётные ворота. Деревянная крепость Петерштадт не уцелела.
- Дворец Петра III

Каменное здание на берегу реки Карость, возведённое архитектором А. Ринальди в 1758—1762 годах. Это небольшой, почти кубической формы двухэтажный павильон, увенчанный балюстрадой. Помещения дворца небольшие. Картины, лаки, ткани, резьба по дереву делают их необычайно насыщенными и по цвету, и по плотности декоративной отделки.
- Почётные ворота

Возведены в 1757 году архитектором А. Ринальди, стоят под некоторым углом к дворцу, как въездные ворота. Над воротами поднимается лёгкая восьмиугольная башенка — «фонарик» со шпилем. Капитально отреставрированы в 1952 году.
- Петровский парк

Сформировался к 1830 году как пейзажный парк площадью 15 га по проекту Джозефа Буша. Расположен на левом берегу реки Карость и образованного плотиной Верхнего пруда.

#### Собственная дача
Построена в 1760—1770-х годах архитектором А. Ринальди для будущей императрицы Екатерины II.
- Верхний парк

Парк на площади 160 га расположен на плато к югу и западу от Большого дворца. Разбит по проекту садового мастера Джозефа Буша. Облик, сохранившийся до наших дней, парк приобрёл к середине XIX века. В ландшафт Верхнего парка органично вписались восемь каменных и двадцать два деревянных моста.
В летнее время в Нижнем пруду действует лодочная станция. В 2003 году в парке были поселены лебеди и олени.
- Китайский дворец

Построен в 1762—1768 году по проекту архитектора А. Ринальди. Название обусловлено большой коллекцией произведений китайского прикладного искусства во дворце. Первоначально дворец был одноэтажным. Второй этаж был построен с южной стороны архитектором А. И. Штакеншнейдером в 1840 году. Пристройки с восточной и западной сторон дворца, а также застеклённая галерея сделаны в 1850-х годах.
Внутреннее убранство отличается богатством и изысканностью: настенная роспись, живописные панно, вышивка, тончайшая лепка, наборные полы по рисункам А. Ринальди. Основные залы: зал Муз, Стеклярусный кабинет, Большой зал, Большой Китайский кабинет, Штукатурный покой, Золотой кабинет и другие.
- Павильон Катальной горки

В 1762—1769 годах был построен каменный павильон Катальной горки. Павильон, дошедший до нашего времени, являлся частью более сложного сооружения, которое не уцелело. Непосредственно к павильону примыкали деревянные горки-скаты, по которым съезжали на резных колясках-одноколках. Наверх они поднимались на канатах по специальным желобам. Катальная дорога протянулась на 532 метра и имела на трассе четыре горки высотой до двадцати метров. Насчитывалось три колеи шириной шесть метров. Средняя колея предназначалась для катания, две боковые — для подъёма колясок. Параллельно колеям были построены галереи для прогулок, украшенные статуями и вазами.
К 1801 году катание было запрещено из-за трещин в стенах, к 1860-м годам все деревянные сооружения Катальной горы были разобраны. На их месте в настоящее время располагается луг. Во время войны павильон Катальной горки получил сильные повреждения. После реставрации открыт для посещения в 1959 году. К 2007 году вновь отреставрированы фасады павильона.

### Другие достопримечательности
На сегодняшний день на территории города Ломоносов находится 210 памятников истории и культуры. Среди достопримечательностей города также:
- Усадьба С. К. Грейга (1720-е, посёлок Ольгин канал) — бывший дворец «Санс-Эннуи», разрушенный в годы войны. Парк XVIII века с главным домом с флигелями, прудом, статуями, террасами и мостами.
- Усадьба Мордвиновых (XVIII — начало XX веков, улица Левитана, 2) — парк с трёхсотлетними дубами, оранжереей и прудами, водонапорная башня.
- Дворцовые конюшни (1751—1754, Еленинская улица, 20-26).
- Здание городских Присутственных мест (1815—1824, архитекторы В. П. Стасов и А. А. Михайлов).
- Городские ворота (1826—1829, архитектор Алексей Горностаев, Ораниенбаумское шоссе) — кирпичные оштукатуренные ворота кубической формы с прорезанной въездной аркой.
- Евангелическо-лютеранская церковь Святого Иоанна (1831, архитектор А. Менелас, Мартышкино, Кирочная улица, 14) — действующая церковь финской Евангелическо-лютеранской общины.
- Вокзал железнодорожной станции Ораниенбаум (1862—1864, архитектор Ф. Л. Миллер, реконструкция 1940—1950-х годов).
- Усадьба «Дача Максимова» (1892, Краснофлотское шоссе, 16) — главный дом с парком XVIII—XIX веков, оранжереей и прудом.
- Церковь Спиридона Тримифунтского (1896, архитектор В. И. Щеголов, Иликовский проспект, 1) — одноэтажная деревянная двусветная православная церковь. В марте 2008 года из-за полного обветшания храм был полностью разобран с целью последующего восстановления в прежнем виде.
- Церковь Пресвятой Троицы и богадельня (1903—1904, архитектор И. П. Горленский, Оранжерейная улица, 19).
- Подворье Городищенского монастыря Рождества Богородицы (начало XX века, архитектор П. П. Соколов, Михайловская улица, 19А) — два жилых дома и часовня святителя Николая, Преподобного Серафима Саровского и царицы Александры.
- Собор Архангела Михаила (1914, архитектор А. К. Миняев, Дворцовый проспект, 61) — действующая православная церковь в неорусском стиле.
- Дворец культуры (1950-е, Дворцовый проспект, 12) — здание в стиле русского классицизма.
- Памятник М. В. Ломоносову (1955, архитектор Г. Д. Гликман, у Дворца Культуры: Дворцовый проспект, 12).
- Братское захоронение в Мартышкине (1975, архитекторы А. И. Алымов, А. В. Карагин и скульптор Абовян, Мартышкино, Морская улица) — мемориальный комплекс братских захоронений защитников Ораниенбаумского плацдарма во время Великой Отечественной войны с бронзовым памятником Воину-победителю: солдат в плащ-палатке изображён в броске на амбразуру дота.

## Власть и политика
До 1917 года городское управление осуществлялось городской управой и полицейским управлением. Во главе управы стоял городской голова (с 1909 по 1917 год — Ветитнев). Члены управы: купцы Туркин, Степанов, Виноградов, Волков, Цепов, Полисадов. Они, по существу дела, вершили судьбы Ораниенбаума. Городской голова был исполнителем решений членов управы, а сам лично мог решать мелкие вопросы по градоуправлению.
Именно в Ораниенбауме появилась первая в России улица, названная именем В.И. Ленина. Стихийному переименованию во время событий 1917 года подверглась Еленинская улица, названная в честь великой княгини Елены Павловны: восставшие попросту убрали первую букву названия со всех табличек, и улица стала Ленинской. В 1990-е годы ей возвращено историческое название.
Современный орган местного самоуправления — муниципальный совет — функционирует с 1998 года.

### Герб и флаг
Герб города был утверждён 7 мая 1780 года императрицей Екатериной II, когда дворцовая слобода была преобразована в город, получивший название Ораниенбаум (в составе Санкт-Петербургской губернии) и ставший центром Ораниенбаумского уезда. На гербе изображено апельсиновое (померанцевое) дерево (Ораниенбаум в переводе с немецкого означает «померанцевое дерево»):

В серебряном поле оранжевое дерево с его плодами.

В 1859 году Б. В. Кёне был составлен проект герба Ораниенбаума:

В серебряном поле зелёное дерево с золотыми плодами. В вольной части герб Санкт-Петербургской губернии. Щит увенчан червлёной стенчатой короной о трёх зубцах, наложен на два положенных накрест золотых якоря, соединённых Александровской лентой.

В советское время герб города не использовался, однако геральдистом-энтузиастом С. А. Акатовым выпускался сувенирный значок с эмблемой города Ломоносова (разраб. 1980 года). Видимо, этот вариант эмблемы не использовался и не утверждался официально.
Гербом муниципального образования город Ломоносов в 1998—2007 годах являлся «герб города Ораниенбаума — на серебряном поле геральдического щита изображено пышное зелённое дерево с красно-оранжевыми плодами, лента — голубая, якоря тёмно-жёлтые, корона — красная». Герб утверждён Постановлением Муниципального Совета города Ломоносова от 09 января 1998 года.
В 2007 году по рекомендации Геральдического Совета были внесены изменения в официальные символы и решением от 16 августа 2007 года № 234 «О внесении изменений в Постановление Муниципального Совета города Ломоносова от 09.01.1998 года» описание герба, наименования Положений и некоторые детали текста были исправлены. Описание герба в тексте Положения:

Статья 3.
1. Геральдическое описание Герба муниципального образования город Ломоносов: в серебряном поле на зелёной земле апельсиновое дерево с червлёным (красным) стволом, зелёной кроной и золотыми плодами.
2. Обоснование символики Герба муниципального образования город Ломоносов:

Своим возникновением город обязан эпохе формирования парадных пригородов северной столицы в XVIII в. Именно тогда земли на южном берегу Финского залива до Ямбурга Пётр I подарил герцогу Ингерманландскому А. Д. Меншикову. Среди многих поселений, на этой территории была и мыза Теирис, расположенная на небольшой возвышенности. Меншиков решил построить здесь свою летнюю резиденцию, в которой по моде времени были устроены сады и оранжереи с диковинными растениями. Называние резиденции Ораниенбаум соответствовало антуражу: в переводе с немецкого оно означает «апельсиновое (точнее, померанцевое) дерево». Некоторые исследователи трактуют топоним как «дерево Оранских» — в честь Вильгельма III Оранского (1650—1702), который был королём Англии и наместником Нидерландов, бывшего кумиром Петра I… 

Серебро — чистота помыслов, невинность, непрочность, правдивость, благородство, надежда, мудрость, мир. 

Золото — верховенство, величие, уважение, великолепие. 

Зелень — символ радости, жизни, изобилия, возрождения природы.
1. Авторская группа:

реконструкция герба: Константин Сергеевич Башкиров, 
обоснование символики: Светлана Юрьевна Штейнбах, 
компьютерный дизайн: Виктория Валерьевна Карпунина.

Указом Президента Российской Федерации от 3 ноября 2011 года № 1457 городу Ломоносову было присвоено почётное звание «Город воинской славы». В соответствие с рекомендациями Геральдического совета герб Ломоносова может изображаться с соответствующей городской короной, за которой положены накрест мечи.
Ныне действующий флаг утверждён Постановлением Муниципального Совета города Ломоносова № 234 от 16 августа 2007 года. Согласно окончательной редакции Положения о флаге муниципального образования город Ломоносов:

Статья 3.
1. Флаг муниципального образования город Ломоносов представляет собой прямоугольное полотнище с соотношением ширины флага к длине 2:3, воспроизводящее композицию Герба муниципального образования город Ломоносов в белом, зелёном, красном и жёлтом цветах.
2. Обратная сторона Флага муниципального образования город Ломоносов является зеркальным отображением его лицевой стороны.

- Современный герб Ломоносова
- Проект герба Ораниенбаума 1859 года
- Неофициальный герб города Ломоносов советского периода
- Изображение герба на памятной монете 10 рублей Банка России (2015) из серии «Города воинской славы»

### Города-побратимы
Городами-побратимами Ломоносова являются:
- Фреймингхем (США)
- Анакортес (США)

В 2022 году немецкий город Оберурзель и финский Мариехамн объявили о приостановлении сотрудничества с Ломоносовым в связи с вторжением России на Украину.